# Cometes hovorei
Cometes hovorei là một loài bọ cánh cứng trong họ Cerambycidae.